# 山田孝之のカンヌ映画祭
『山田孝之のカンヌ映画祭』（やまだ たかゆきの カンヌえいがさい）は2017年1月より3月までテレビ東京系において毎週土曜0:52 - 1:23（金曜深夜）に放送されていたドキュメンタリー。山田孝之の冠番組である。

## あらすじ
カンヌ国際映画祭に出品する映画作品の製作を目指そうとする山田と、その友人で2015年に放送された『山田孝之の東京都北区赤羽』でも競演した映像作家・山下敦弘の取り組みに密着した記録である。山田は2016年夏、山下を呼び、カンヌ国際映画祭出品を目指した自主映画の製作を提案、映像プロダクションとして合同会社カンヌを設立し、山田がプロデュース、山下が監督、そして芦田愛菜が主演を担当する映画の製作を企画することになり、この映画のノウハウを学ぶために、日本映画大学に体験入学をした。

## 出演
メインキャスト
- 山田孝之（俳優）
- 山下敦弘（映画監督）
- 芦田愛菜（俳優）

映画「穢の森」演出部
- 渡辺直樹（チーフ助監督）
- ヤング・ポール（セカンド助監督）
- 木村緩菜（サード助監督）

出演協力
- ムロツヨシ（俳優、第1話）
- 佐藤忠男（映画評論家・日本映画大学学長、第2話）
- 天願大介（映画監督・脚本家・日本映画大学学部長/教授、第2話）
- 安岡卓治（映画プロデューサー・日本映画大学教授、第2話）
- 矢田部吉彦（東京国際映画祭プログラミングディレクター、第2話）
- 山崎裕（カメラマン、第3話,10-11話）
- 首くくり栲象（第3、8、11話）
- 有村昆（映画コメンテーター、第3話）
- よしひろまさみち（ライター、第3話）
- 伊藤さとり（ライター）（第3話）
- 藤井ペイジ（芸人、第3話）
- 山内章弘（映画プロデューサー・映画プロデューサー。東宝株式会社映画企画部部長、第4話）
- 的場敬紀（ソニー・インタラクティブエンタテインメントマーケティングコミュニケーション部 チーフ、第4話）
- 稲垣歩駿（合同会社Temper Horse CEO、第4話、第8-11話)
- 荒木文夫（プロダクション・マネージャー、第5話）
- 小山内照太郎（ナント三大陸映画祭・日本映画担当、第5話）
- ギヨーム・ブラック（映画監督、第6話）
- ディミトリ・イアンニ（KINOTAYO現代日本映画祭チーフプログラマー・日本映画研究者、第6話）
- オレリー・ゴデ（ロカルノ国際映画祭プログラマー、第6話）
- ヨヴ・ムーア（カラリスト、第6話）
- ヴァンサン・ワン（映画プロデューサー、第6話）
- 河瀨直美（映画監督、第6-7話）
- 村上淳（俳優、第8-9話）
- 長澤まさみ（俳優、第9-10話）
- 山田清孝（山田孝之の父、最終話）

## スタッフ
- 監督 - 山下敦弘、松江哲明
- ナレーター - 長澤まさみ[2]
- 構成 - 竹村武司
- チーフプロデューサー - 大和健太郎
- プロデューサー - 藤野慎也、山本晃久
- 撮影 - 戸田義久
- 録音 - 山本タカアキ
- 音響効果 - 勝亦さくら、大塚智子
- 編集 - 今井大介
- 音楽 - スカート
- オープニングテーマ曲：フジファブリック「カンヌの休日 feat. 山田孝之」[3]
- エンディングテーマ曲： スカート「ランプトン」
- 協力 - 漫☆画太郎
- 制作協力 - 合同会社カンヌ
- コンテンツプロデューサー - 小林昌平
- アソシエイトプロデューサー - 浅野太
- 制作 - テレビ東京、C&Iエンタテインメント
- 製作・著作 - 「山田孝之のカンヌ映画祭」製作委員会

## 放送日程
| 各話   | 放送日  | サブタイトル                      |
| ------ | ------- | --------------------------------- |
| 第1話  | 1月07日 | 山田孝之 カンヌを目指す           |
| 第2話  | 1月14日 | 山田孝之 カンヌを学ぶ             |
| 第3話  | 1月21日 | 山田孝之 パイロットフィルムを作る |
| 第4話  | 1月28日 | 山田孝之 金を集める               |
| 第5話  | 2月04日 | 山田孝之 カンヌを下見する         |
| 第6話  | 2月11日 | 山田孝之 フランスの映画人と会う   |
| 第7話  | 2月18日 | 山田孝之 覚醒する                 |
| 第8話  | 2月25日 | 山田孝之 キャスティングをする     |
| 第9話  | 3月04日 | 村上淳 木になる                   |
| 第10話 | 3月11日 | 長澤まさみ 悩む                   |
| 第11話 | 3月18日 | 芦田愛菜 決断する                 |
| 最終話 | 3月25日 | 山田孝之 故郷へ帰る               |

## 映画「穢の森」
『穢の森（La forêt de l'impureté）』（けがれのもり）は、山田孝之初プロデュース作品。カンヌ国際映画祭のグランプリを取ることを目的に製作。パイロット映像のみで撮影・製作中止。

### キャスト
- 芦田愛菜
- 首くくり栲象

### スタッフ
- 原案 - 山田孝之
- 監督 - 山下敦弘
- プロデューサー - 山田孝之
- ストーリー - 山田孝之、山下敦弘
- 脚本協力 - 高田亮
- イメージ画 - 長尾謙一郎
- 出資者 - 稲垣歩駿
- 撮影 - 山崎裕
- 録音 - 中川究矢
- 音楽 - VIDEOTAPEMUSIC
- 美術 - 矢内京子
- 装飾 - 岩本智弘
- 操演 - 宇田川幸夫
- ポスタースチール - 高橋優也
- 助監督 - 渡辺直樹、ヤング・ポール、木村緩菜

## 放送局
| 放送対象地域   | 放送局                | 系列           | 放送期間・曜日・時間    | 放送期間・曜日・時間         |
| -------------- | --------------------- | -------------- | ----------------------- | ---------------------------- |
| 関東広域圏     | テレビ東京 【制作局】 | テレビ東京系列 | 2017年1月7日 - 3月25日  | 土曜 0:52 - 1:23（金曜深夜） |
| 北海道         | テレビ北海道          | テレビ東京系列 | 2017年1月7日 - 3月25日  | 土曜 0:52 - 1:23（金曜深夜） |
| 大阪府         | テレビ大阪            | テレビ東京系列 | 2017年1月7日 - 3月25日  | 土曜 0:52 - 1:23（金曜深夜） |
| 福岡県         | TVQ九州放送           | テレビ東京系列 | 2017年1月7日 - 3月25日  | 土曜 0:52 - 1:23（金曜深夜） |
| 鹿児島県       | 南日本放送            | TBS系列        | 2017年1月28日 - 4月22日 | 土曜 1:30 - 2:00（金曜深夜） |
| 和歌山県       | テレビ和歌山          | 独立局         | 2017年1月28日 - 4月15日 | 土曜 23:30 - 翌0:00          |
| 愛知県         | テレビ愛知            | テレビ東京系列 | 2017年3月3日 - 5月19日  | 金曜 1:00 - 1:30（木曜深夜） |
| 岡山県・香川県 | テレビせとうち        | テレビ東京系列 | 2017年4月3日 - 6月26日  | 月曜 0:35 - 1:05（日曜深夜） |
| 福島県         | 福島中央テレビ        | 日本テレビ系列 | 2017年4月6日 - 6月22日  | 木曜 1:29 - 1:59（水曜深夜） |
| 鳥取県・島根県 | 山陰放送              | TBS系列        | 2017年4月24日 - 7月10日 | 月曜 0:50 - 1:20（日曜深夜） |
| 岩手県         | IBC岩手放送           | TBS系列        | 2017年5月11日 - 7月27日 | 木曜 0:58 - 1:28（水曜深夜） |
| 奈良県         | 奈良テレビ            | 独立局         | 2017年6月20日 - 9月5日  | 火曜 1:00 - 1:30（月曜深夜） |